# Anolis rimarum
Anolis rimarum (мармеладний аноліс) — вид ігуаноподібних ящірок родини анолісових (Dactyloidae). Ендемік Гаїті.

## Поширення і екологія
Мармеладні аноліси відомі з типової місцевості, розташованої в горах Мармеладного хребта на північному заході острова Гаїті, на висоті 975 м над рівнем моря. Вони живуть в тінистому підліску вологих тропічних лісів, серед папоротей і кущів.

## Збереження
МСОП класифікує цей вид як такий, що перебуває на межі зникнення. Anolis rimarum загрожує знищення природного середовища.